# Dragon Age: Inquisition
Dragon Age: Inquisition é um jogo eletrônico de RPG de ação desenvolvido pela BioWare e publicado pela Electronic Arts.  Sendo o terceiro jogo principal da franquia,  Dragon Age: Inquisition é uma sequencia de Dragon Age: Origins e Dragon Age II. O jogo foi lançado mundialmente em novembro de 2014 para Microsoft Windows, PlayStation 3, PlayStation 4, Xbox 360 e Xbox One. Após o seu lançamento, Dragon Age: Inquisition foi amplamente aclamado pela crítica, com alguns o considerando um dos melhores RPGs já feitos na história.

## Jogabilidade
Dragon Age: Inquisition é similar aos seus predecessores em questão de jogabilidade, com uma câmera em terceira pessoa com a qual o jogador pode interagir, selecionar outros personagens e também controlá-los individualmente. O jogo tem uma estrutura de mundo aberto porém em menor escala, dividido em grandes áreas abertas mas que o mundo inteiro não é acessível em um só ambiente. O jogador pode adquirir montarias, para uma locomoção mais rápida por essas áreas.

## Desenvolvimento
O desenvolvimento teve início em 2011, com a ideia central de um órgão inspirado na Inquisição histórica, onde o jogador seria o líder dessa organização.

### Tecnologia
Dragon Age: Inquisition foi o primeiro jogo da série a usar a Frostbite, engine utilizada anteriormente nos jogos da série Battlefield e deixar de usar a Eclipse engine pois dentre vários motivos, esta não era adequada para jogos de mundo aberto. Essa decisão resultou em uma série de problemas que impactaram no desenvolvimento do jogo, pois a Frostbite, embora seja bastante capaz, não possuía diversas das ferramentas e dos sistemas necessários para desenvolvimento de jogos de fantasia naquele momento.

## Recepção
O site IGN incluiu o jogo na posição de número 89 no ranking dos "100 melhores RPGs de todos os tempos" (Top 100 RPGs of All Time).

## Sequência
O quarto jogo da série, chamado Dragon Age: The Veilguard está sendo desenvolvido pela BioWare.